# ティモシー・ウェスト
ティモシー・ウェスト（Timothy Lancaster West, CBE、1934年10月20日 - 2024年11月12日）は、イギリスの俳優。

## 生涯
ウェスト・ヨークシャー・ブラッドフォード出身。父は俳優のロックウッド・ウェスト。
ウエストミンスター大学に学んだ後、1956年にウィンブルドンの劇場の舞台助監督として芝居の世界に入り、1959年に俳優デビューした。イングランド王など歴史上の人物を演じることが多く、ウィンストン・チャーチルを映画とテレビドラマで3回演じている。舞台では出演のみならず、演出も手がける。
ウェストは1956年から1961年まで女優ジャクリーン・ボイヤーと結婚し、1女を儲けた。1963年に彼は女優プリュネラ・スケールズと結婚し、2人の息子を儲けている。1人は俳優のサミュエル・ウェスト、もう1人はジョセフである。
ロンドン・アカデミー・オブ・ミュージック・アンド・ドラマティック・アート(LAMDA)の学長も務めている。
2024年11月12日の夜に死去。90歳没。

## 主な出演作品

### 映画
- 恐怖との遭遇 The Deadly Affair (1967) クレジットなし
- 密室の恐怖実験 Twisted Nerve (1968)
- 鏡の国の戦争 The Looking Glass War (1969)
- ニコライとアレクサンドラ Nicholas and Alexandra (1971)
- アドルフ・ヒトラー 最後の10日間 Hitler: The Last Ten Days (1973)
- ジャッカルの日 The Day of the Jackal (1973)
- マダム・グルニエのパリ解放大作戦 Soft Beds, Hard Battles (1974) VHSタイトルは『これがピーター・セラーズだ!/艶笑・パリ武装娼館』
- ジョゼフ・アンドリュースの華麗な冒険 Joseph Andrews (1977)
- 39階段 The Thirty Nine Steps (1978)
- アガサ 愛の失踪事件 Agatha (1979)
- ラフ・カット Rough Cut (1980)
- 炎の砦マサダ Masada (1981) テレビ映画
- 殺人は容易だ Murder Is Easy (1982) テレビ映画
- オリバー・ツイスト Oliver Twist (1982) テレビ映画
- 最後の要塞/ポートモレスビーへの道 The Last Bastion (1982) テレビミニシリーズ
- 夜はやさしく Tender Is the Night (1985) テレビミニシリーズ
- 遠い夜明け Cry Freedom (1987)
- ヒロシマ 原爆投下までの4か月 Hiroshima (1995) テレビ映画
- エバー・アフター Ever After (1998)
- ジャンヌ・ダルク The Messenger: The Story of Joan of Arc (1999)
- 102 102 Dalmatians (2000)
- フォース・エンジェル The Fourth Angel (2001)
- アイリス Iris (2001)
- シンドバッド 7つの海の伝説 Sinbad: Legend of the Seven (2003) アニメ映画、声の出演
- すべては愛のために Beyond Borders (2003)
- 大脱走 コルディッツ収容所 Colditz (2005) テレビ映画
- ブリーク・ハウス Bleak House (2005) テレビミニシリーズ
- エンドゲーム 〜アパルトヘイト撤廃への攻防〜 Endgame (2009)
- タイタニック 愛と偽りの航海 Titanic (2012) テレビミニシリーズ

### テレビドラマ
- Brass (1983 - 1990)
- 炎の反逆者 The Monocled Mutineer (1988) ミニシリーズ
- Framed (1992)
- Bedtime (2001 - 2003)
- ウェイキング・ザ・デッド 迷宮事件特捜班 Waking the Dead (2004)
- Not Going Out (2007 - 2009)
- エグザイル 戦慄の絆 Exile (2011)
- コロネーション・ストリート Coronation Street (2013)
- イーストエンダーズ EastEnders (2014 - 2015)
- ジェントルマン・ジャック 紳士と呼ばれたレディ Gentleman Jack (2019 - )